# Toniniopsis
Toniniopsis is een geslacht van korstmossen behorend tot de familie Ramalinaceae. De typesoort is Toniniopsis obscura.

## Soorten
Volgens Index Fungorum bevat het geslacht 15 soorten (peildatum februari 2023):
| Soortnaam                                    | Auteur(s)                                      | Publicatiejaar |
| -------------------------------------------- | ---------------------------------------------- | -------------- |
| Toniniopsis aromatica                        | (Sm.) Kistenich, Timdal, Bendiksby & S. Ekman  | 2018           |
| Toniniopsis bagliettoana (Duinknoopjeskorst) | (A. Massal. & De Not.) Kistenich & Timdal      | 2021           |
| Toniniopsis bartakii                         | Halıcı, Kahraman, Kistenich & Timdal           | 2021           |
| Toniniopsis coelestina                       | (Anzi) Kistenich, Timdal, Bendiksby & S. Ekman | 2018           |
| Toniniopsis coprodes                         | (Körb. ex Arnold) S. Ekman & Coppins           | 2021           |
| Toniniopsis cretica                          | (Timdal) Timdal                                | 2018           |
| Toniniopsis dissimilis                       | Gerasimova & A. Beck                           | 2021           |
| Toniniopsis fusispora                        | (Hepp ex Körb.) Cl. Roux                       | 2020           |
| Toniniopsis illudens                         | (Nyl.) Kistenich, Timdal, Bendiksby & S. Ekman | 2018           |
| Toniniopsis inornata                         | (Nyl.) S. Ekman & Coppins                      | 2021           |
| Toniniopsis mesoidea                         | (Nyl.) Timdal                                  | 2018           |
| Toniniopsis obscura                          | Frey                                           | 1926           |
| Toniniopsis separabilis                      | (Nyl.) Gerasimova & A. Beck                    | 2021           |
| Toniniopsis subincompta                      | (Nyl.) Kistenich, Timdal, Bendiksby & S. Ekman | 2018           |
| Toniniopsis verrucarioides                   | (Nyl.) Kistenich, Timdal, Bendiksby & S. Ekman | 2018           |